# Ronde van Italië 2021/Vijftiende etappe
De vijftiende etappe van de Ronde van Italië 2021 werd verreden op 23 mei van Grado naar Gorizia. Het betrof een etappe over 146 kilometer. Vlak na de start was er een valpartij waarna de koers werd geneutraliseerd. Met oog op de bergetappes in de komende week kreeg het peloton opnieuw de ruimte en was Victor Campenaerts de sterkste; het peloton kwam binnen op ruim zeventien minuten.
| Grado – Gorizia (146,0 km) |                    |                                    |          |
| Plaats                     | Naam               | Ploeg                              | Tijd     |
| 1                          | Victor Campenaerts | Team Qhubeka-ASSOS                 | 3u25'25" |
| 2                          | Oscar Riesebeek    | Alpecin-Fenix                      | z.t.     |
| 3                          | Nikias Arndt       | Team DSM                           | + 7"     |
| 4                          | Simone Consonni    | Cofidis                            | z.t.     |
| 5                          | Quinten Hermans    | Intermarché-Wanty-Gobert Matériaux | z.t.     |
| 6                          | Dario Cataldo      | Movistar Team                      | z.t.     |
| 7                          | Bauke Mollema      | Trek-Segafredo                     | + 9"     |
| 8                          | Albert Torres      | Movistar Team                      | + 44"    |
| 9                          | Sebastián Molano   | UAE Team Emirates                  | + 1'02"  |
| 10                         | Max Walscheid      | Team Qhubeka-ASSOS                 | z.t.     |

| Algemeen klassement |                  |                       |           |
| Plaats              | Naam             | Ploeg                 | Tijd      |
| Roze trui           | Egan Bernal      | INEOS Grenadiers      | 62u13'33" |
| 2                   | Simon Yates      | Team BikeExchange     | + 1'33"   |
| 3                   | Damiano Caruso   | Bahrain-Victorious    | + 1'51"   |
| 4                   | Aleksandr Vlasov | Astana-Premier Tech   | + 1'57"   |
| 5                   | Hugh Carthy      | EF Education-Nippo    | + 2'11"   |
| 6                   | Giulio Ciccone   | Trek-Segafredo        | + 3'03"   |
| 7                   | Remco Evenepoel  | Deceuninck–Quick-Step | + 3'52"   |
| 8                   | Daniel Martínez  | INEOS Grenadiers      | + 3'54"   |
| 9                   | Romain Bardet    | Team DSM              | + 4'31"   |
| 10                  | Tobias Foss      | Team Jumbo-Visma      | + 5'37"   |
|                     |                  |                       |           |
| 19                  | Koen Bouwman     | Team Jumbo-Visma      | + 16'07"  |

## Opgaves
- Natnael Berhane (Cofidis): opgave tijdens een etappe vanwege een schouderblessure
- Emanuel Buchmann (BORA-hansgrohe): opgave tijdens een etappe vanwege een lichte hersenschudding
- Jos van Emden (Team Jumbo-Visma): opgave tijdens een etappe vanwege vijf gebroken ribben en een gekneusde long
- Ruben Guerreiro (EF Education-Nippo): opgave tijdens een etappe vanwege een ribblessure
- Giacomo Nizzolo (Team Qhubeka-ASSOS): niet gestart

1e etappe ·
2e etappe ·
3e etappe ·
4e etappe ·
5e etappe ·
6e etappe ·
7e etappe ·
8e etappe ·
9e etappe ·
10e etappe ·
11e etappe ·
12e etappe ·
13e etappe ·
14e etappe ·
15e etappe ·
16e etappe ·
17e etappe ·
18e etappe ·
19e etappe ·
20e etappe ·
21e etappe
Startlijst · Eindstanden · Afbeeldingen